# Zeda Vardzia

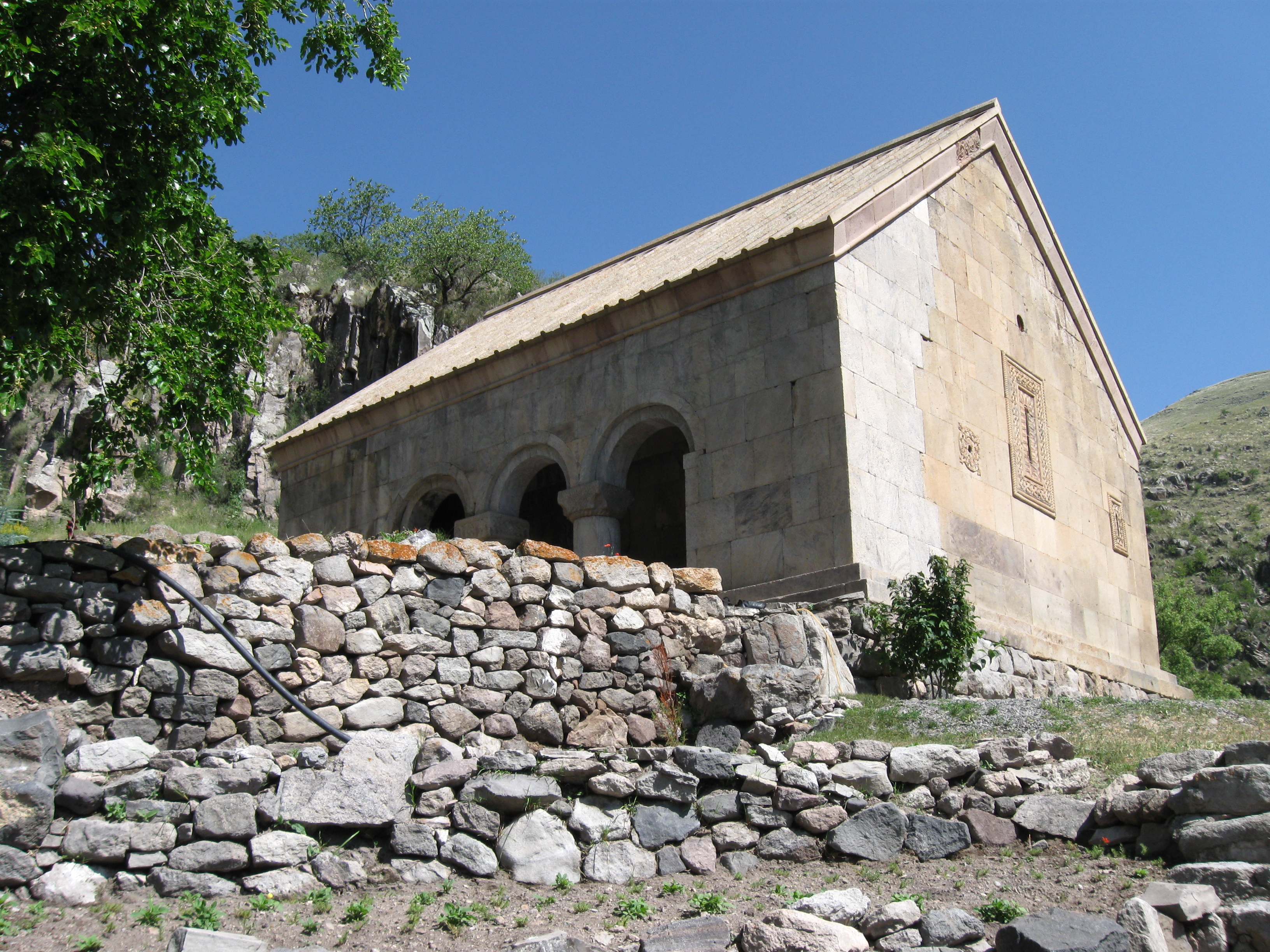
Zeda Vardzia

Zeda Vardzia (em georgiano:  ზედა ვარძია, literalmente, "Vardzia superior") é uma igreja ortodoxa do século XI, dedicada a Teótoco, localizada no distrito de Aspindza, na região de Mesquécia-Javaquécia, na Geórgia. A igreja está localizada a 3 km a noroeste de Vardzia, o complexo medieval esculpido na rocha. Está inscrita na lista de monumentos culturais de importância nacional da Geórgia.

## História

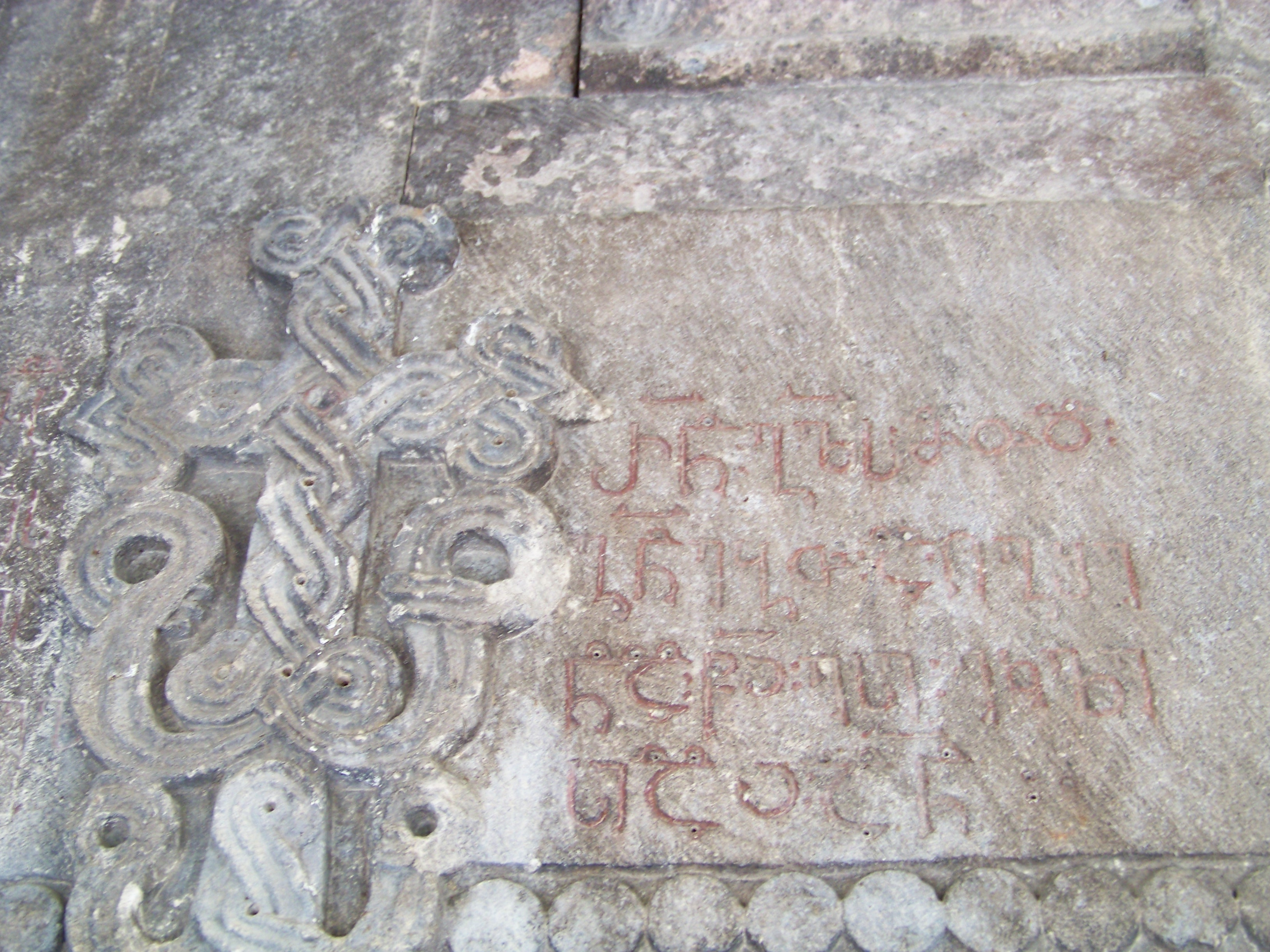
Inscrição em cima da entrada

A igreja de Zeda Vardzia foi construída no século XI. Uma inscrição na pedra na parede do porão menciona "Liparit, eristavt-eristavi ", provavelmente em referência a Liparit IV, duque de Kldekari (que morreu por volta de 1060). Era o lar de uma comunidade monástica transferida para um novo e muito maior complexo de mosteiros esculpidos na rocha de Vardzia durante o reinado de Jorge III da Geórgia (r. 1156–1184).
Após a conquista otomana da Mesquétia no século XVI, a província onde Zeda Vardzia estava localizada, o mosteiro ficou deserto e o prédio da igreja desabou. A igreja atraiu atenção acadêmica graças ao estudante francês de antiguidades caucasianas, Marie-Félicité Brosset, que visitou a área de 1847 a 1848. Em 1875, o estudioso georgiano Dimitri Bakradze relatou que Zeda Vardzia era usada pelos curdos, estabelecida localmente como um estábulo. Posteriormente, sob o domínio soviético, o edifício foi restaurado, de 1975 a 1978, pelos arquitetos R. Gverdtsiteli e T. Nemsadze. Em 1997, a igreja voltou ao uso cristão e foi novamente habitada por uma comunidade de freiras.